# Microregione di Litoral Lagunar
Litoral Lagunar è una microregione del Rio Grande do Sul in Brasile, appartenente alla mesoregione di Sudeste Rio-Grandense.
È una suddivisione creata puramente per fini statistici, pertanto non è un'entità politica o amministrativa.

## Comuni
È suddivisa in 4 comuni:
- Chuí
- Rio Grande
- Santa Vitória do Palmar
- São José do Norte

| Controllo di autorità | VIAF (EN) 2971150325527210090006 |